# 黄土坑站
黄土坑站是位于安徽省绩溪县金沙镇黄土坑村的一个铁路车站，邮政编码245331。车站建于1981年，初期为乘降所，1987年改为会让站。车站有皖赣铁路经过该站，现办理货运业务和8467/8470次通勤列车客运业务。车站及其上下行区间均未电气化。车站距离芜湖站172公里、贵溪站378公里，隶属上海铁路局，是五等站。

## 车站结构
黄土坑站设有两条股道，包括一条正线和一条到发线，此外在车站上行方向还设有一条避难线。

## 图片
- 车站站房
- 清晨的车站站房
- 车站站牌